# Cecilia Brunson
Cecilia Brunson (Santiago de Chile, 1972) es una curadora chilena relacionada al proyecto Incubo —junto a Josefina Guilisasti—, al que perteneció entre 2005 y 2009; es «una de las curadoras chilenas más destacadas de la escena internacional». Su trabajo se vincula principalmente al arte contemporáneo, mientras que desde 2013 funda la galería Cecilia Brunson Projects en Londres, que «nace como consecuencia de una trayectoria que ha estado dedicada a la curatoría independiente por más de veinte años, la cual ha sido crucial para la promoción del arte chileno». La galería ha tenido un rol fundamental para el arte latinoamericano, especialmente por su trabajo dedicado al rescate histórico de artistas brasileños como Alfredo Volpi.
Tras estudiar Historia del Arte en la Universidad de Concordia, realizó estudios de postgrado en la misma disciplina en el Bard College de Nueva York y luego Estudios Curatoriales en el Center for Curatorial Studies de Nueva York. Trabajó en la casa de subastas de Christie's para posteriormente ser la coordinadora de exposiciones en el American Society de Nueva York y luego curadora de arte latinoamericano en el Blanton Museum of Art de Texas; además, ha asesorado al Tate Modern.
Su trabajo de curatoría en Cecilia Brunson Project se ha vinculado en general ha exponer las obras de diversos artistas internacionales incluyendo a varios chilenos que ya había realizado en otros espacios de arte como por ejemplo en el Gallery EB&FLOW de Londres, mientras que a través del Fondo Nacional de Desarrollo Cultural y las Artes participó en PINTA London. Además, fue una de las participantes en la reedición del libro La Manzana de Adán «considerado como un referente imprescindible para los estudios de fotografía en Chile».